# Карташов, Дмитрий Георгиевич
Дмитрий Георгиевич Карташов (25 октября 1937, Томск, РСФСР — 26 августа 2016, Томск, Российская Федерация) — советский горнолыжник, советский и российский тренер по фристайлу, заслуженный тренер России.

## Биография
Как горнолыжник дважды побеждал на чемпионатах СССР в скоростном спуске (1959 и 1960). С 1956 по 1965 гг. входил в состав сборной команды СССР по горнолыжному спорту. Мастер спорта СССР.
С 1956 г. начал работать тренером по горнолыжному спорту в Томском областном совете ДСО «Спартак». С 1992 по 2008 г. — тренер-преподаватель Томской школы высшего спортивного мастерства. С 2008 г. — старший тренер-преподаватель высшей квалификационной категории по фристайлу муниципального образовательного учреждения дополнительного образования детей «Детско-юношеская спортивная школа № 5 города Томска».
Подготовил более пятисот спортсменов-разрядников и спортсменов высокой квалификации по фристайлу (специализация «могул»). Среди его воспитанников многократные участники Олимпийских игр:
- чемпион СССР 1991 года, многократный чемпион России, участник Олимпийских игр 1992 года Михаил Лыжин,
- многократный чемпион России, участник Олимпийских игр 1998 года Евгений Сенников,
- многократный чемпион России, участник Олимпийских игр 2002 года Владимир Тюменцев,
- чемпион России 2006 года, участник Олимпийских игр 2010 года Денис Долгодворов,
- чемпион России Михаил Нестеров,
- чемпионка России Татьяна Борцова.

Инициатор создания в Томске региональной федерации фристайла. Судья всероссийской категории.
Брат спортсмена — известный томский футболист Николай Карташов.

## Награды и звания
Заслуженный тренер России, заслуженный работник физической культуры Российской Федерации. Лауреат знака Росспорткомитета «За заслуги в развитии физической культуры и спорта» (2005).